# 德拉特卡尼斯

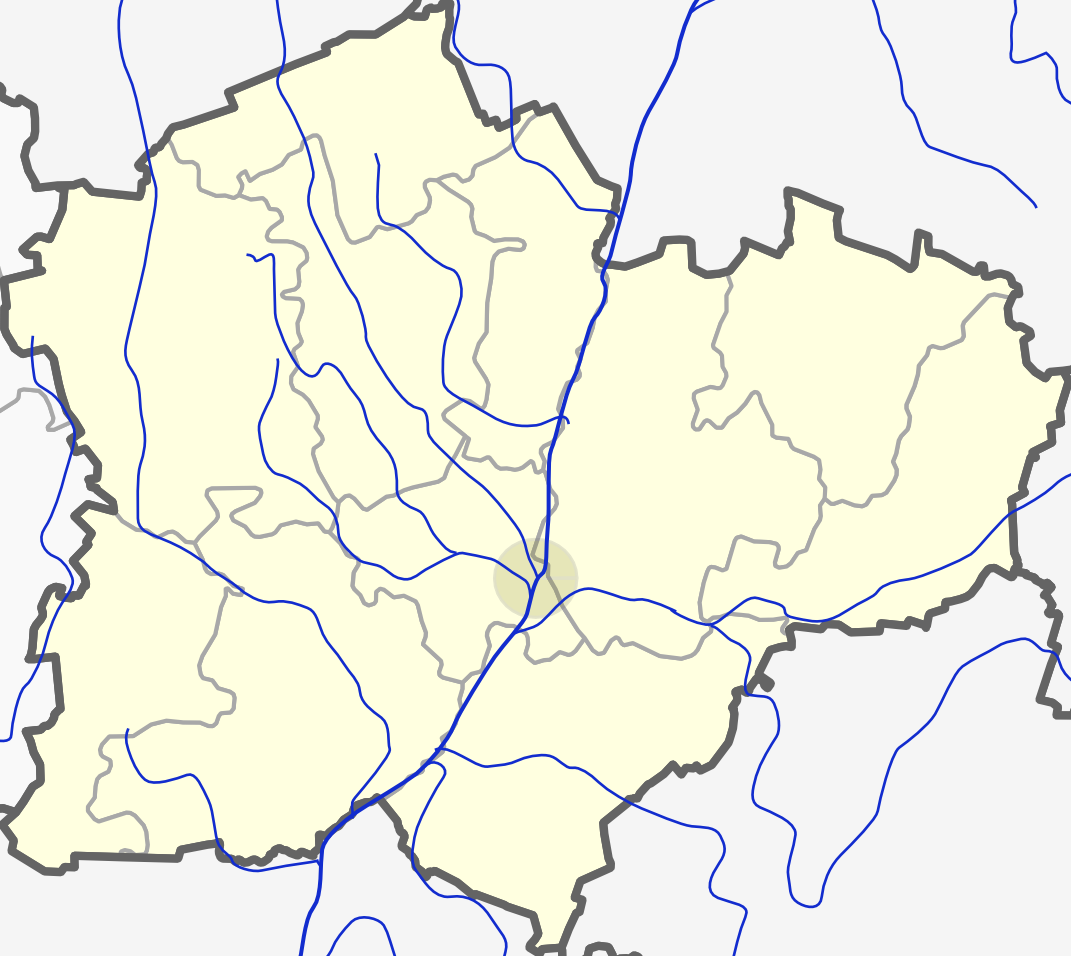

德拉特卡尼斯是立陶宛中部考那斯縣凱代尼艾區的村庄。根據2011年的調查，該村現在沒有任何長住人口。該村靠近拉塞尼艾區邊境上的A1公路。